# Không được động đến Việt Nam (bài hát)
Không được động vào Việt Nam (tiếng Nga: Руки прочь от Вьетнама) là tên bài hát tiếng Nga phản đối cuộc chiến tranh của Mỹ với Việt Nam. Bài hát được phát sóng với tần suất hàng tuần trong chiến tranh Việt Nam.

## Lịch sử
Trong cuộc thi "Xin chào, chúng tôi đang tìm kiếm tài năng" toàn Liên Xô (Алло, мы ищем таланты) được tổ chức vào năm 1970, ca sĩ Natalya Shemankova đã trình bày ca khúc này. Bài hát đã đem về chiến thắng cho Natalya Shemankova.
Sau khi bài hát được phát sóng trên cuộc thi, bài hát đã được ghi âm và phát sóng trên toàn Liên Xô như là một cách ủng hộ cuộc kháng chiến chống Mỹ của Việt Nam.
Tên bài hát cũng được lấy làm khẩu hiệu của Đoàn cố vấn quân sự Liên Xô tại Việt Nam (Группа советских военных специалистов в Демократической Республике Вьетнам).